# Paralelo 77 N
O Paralelo 77N é um paralelo no 77° grau a norte do plano equatorial terrestre.

## Dimensões
Conforme o sistema geodésico WGS 84, no nível de latitude 77° N, um grau de longitude equivale a 25,12 km; a extensão total do paralelo é portanto 9.044 km, cerca de 22,6 % da extensão do Equador, da qual esse paralelo dista 8.550 km, distando 1.452 km do polo norte.

## Cruzamentos
| País, território ou mar | Notas                                                    |
| ----------------------- | -------------------------------------------------------- |
| Oceano Ártico           | Mar da Groenlândia                                       |
| Noruega                 | Spitsbergen no arquipélago Svalbard                      |
| Oceano Ártico           | Mar de Barents                                           |
| Rússia                  | extremo norte da Ilha Severny no arquipélago Nova Zembla |
| Oceano Ártico           | Mar de Kara                                              |
| Rússia                  | Ilhas Kirov                                              |
| Oceano Ártico           | Mar de Kara                                              |
| Rússia                  | Ilha Russky                                              |
| Oceano Ártico           | Mar de Kara                                              |
| Rússia                  | Península de Taimir                                      |
| Oceano Ártico           | Mar de Laptev Mar Siberiano Oriental Mar de Beaufort     |
| Canadá                  | Ilha Prince Patrick, Territórios do Noroeste             |
| Baía Moore              |                                                          |
| Canal de Byam Martin    |                                                          |
| Estreito Desbarats      |                                                          |
| Estreito de Penny       |                                                          |
| Canadá                  | Ilha Crescent, Nunavut                                   |
| Baía de Napier          |                                                          |
| Canadá                  | Ilha de Devon, Nunavut                                   |
| Mar da Noruega          |                                                          |
| Canadá                  | Ilha Ellesmere, Nunavut                                  |
| Baía de Baffin          |                                                          |
| Gronelândia             | entre Qaanaaq e a base aérea de Thule                    |
| Oceano Ártico           | Mar da Groenlândia                                       |